# Vicegovernatore di New York
Il Vicegovernatore di New York (ufficialmente: Lieutenant Governor of New York) è la seconda carica esecutiva del governo dello Stato di New York dopo il governatore.

## Cronologia dei vicegovernatori
|                                                     | Ritratto | Nome                    | Mandato                                | Partito                          | Governatore                    |
| --------------------------------------------------- | -------- | ----------------------- | -------------------------------------- | -------------------------------- | ------------------------------ |
|                                                     |          | Pierre Van Cortlandt    | 1777–1795                              | Partito Democratico-Repubblicano | George Clinton                 |
|                                                     |          | Stephen Van Rensselaer  | 1795–1801                              | Partito Federalista              | John Jay                       |
|                                                     |          | Jeremiah Van Rensselaer | 1801–1804                              | Partito Democratico-Repubblicano | George Clinton                 |
|                                                     |          | John Broome             | luglio 1804 – 8 agosto 1810            | Partito Democratico-Repubblicano | Morgan Lewis                   |
| Daniel D. Tompkins                                  |          | John Broome             | luglio 1804 – 8 agosto 1810            | Partito Democratico-Repubblicano |                                |
| Carica vacante dal 8 agosto 1810 al 29 gennaio 1811 |          |                         |                                        |                                  |                                |
| –                                                   |          | John Tayler             | 29 gennaio 1811 - 2 maggio 1811        | Partito Democratico-Repubblicano |                                |
|                                                     |          | DeWitt Clinton          | 2 maggio 1811 - 1º luglio 1813         | Partito Democratico-Repubblicano |                                |
|                                                     |          | John Tayler             | 1º luglio 1813 - 24 febbraio 1817      | Partito Democratico-Repubblicano |                                |
| –                                                   |          | Philetus Swift          | 24 febbraio 1817 - 30 giugno 1817      | Partito Democratico-Repubblicano | John Tayler (facente funzioni) |
|                                                     |          | John Tayler             | 1º luglio 1817 – 31 dicembre 1822      | Partito Democratico-Repubblicano | DeWitt Clinton                 |
|                                                     |          | Erastus Root            | 1º gennaio 1823 – 31 dicembre 1823     | Partito Democratico-Repubblicano | Joseph C. Yates                |
|                                                     |          | James Tallmadge         | 1º gennaio 1825 – 31 dicembre 1826     | Partito Democratico-Repubblicano | DeWitt Clinton                 |
|                                                     |          | Nathaniel Pitcher       | 1º gennaio 1827 – 10 febbraio 1828     | Partito Democratico-Repubblicano | DeWitt Clinton                 |
| –                                                   |          | Peter R. Livingston     | 11 febbraio – 17 ottobre 1828          | Partito Democratico-Repubblicano | Nathaniel Pitcher              |
| –                                                   |          | Charles Dayan           | 17 ottobre – 31 dicembre 1828          | Partito Democratico-Repubblicano | Nathaniel Pitcher              |
|                                                     |          | Enos T. Throop          | 1º gennaio – 12 marzo 1829             | Partito Democratico              | Martin Van Buren               |
| –                                                   |          | Charles Stebbins        | 1829–1829                              | Partito Democratico              | Enos T. Throop                 |
| –                                                   |          | William M. Oliver       | 1830–1830                              | Partito Democratico              | Enos T. Throop                 |
|                                                     |          | Edward P. Livingston    | 1831–1832                              | Partito Democratico              | Enos T. Throop                 |
|                                                     |          | John Tracy              | 1º gennaio 1831 – 31 dicembre 1838     | Partito Democratico              | William L. Marcy               |
|                                                     |          | Luther Bradish          | 1º gennaio 1839 – 31 dicembre 1842     | Partito Whig                     | William H. Seward              |
|                                                     |          | Daniel S. Dickinson     | 1º gennaio 1843 – 31 dicembre 1844     | Partito Democratico              | William C. Bouck               |
|                                                     |          | Addison Gardiner        | 1º gennaio 1845 – 5 luglio 1847        | Partito Democratico              | Silas Wright                   |
| John Young                                          |          | Addison Gardiner        | 1º gennaio 1845 – 5 luglio 1847        | Partito Democratico              |                                |
| –                                                   |          | Albert Lester           | 5 luglio 1847 – 31 dicembre 1847       | Whig                             |                                |
|                                                     |          | Hamilton Fish           | 1º gennaio 1848 – 31 dicembre 1848     | Partito Whig                     |                                |
|                                                     |          | George W. Patterson     | 1º gennaio 1849 – 31 dicembre 1850     | Partito Whig                     | Hamilton Fish                  |
|                                                     |          | Sanford E. Church       | 1º gennaio 1851 – 31 dicembre 1854     | Partito Democratico              | Washington Hunt                |
| Horatio Seymour                                     |          | Sanford E. Church       | 1º gennaio 1851 – 31 dicembre 1854     | Partito Democratico              |                                |
|                                                     |          | Henry J. Raymond        | 1º gennaio 1855 – 31 dicembre 1856     | Partito Whig                     | Myron H. Clark                 |
|                                                     |          | Henry R. Selden         | 1º gennaio 1857 – 31 dicembre 1858     | Partito Repubblicano             | John A. King                   |
|                                                     |          | Robert Campbell         | 1º gennaio 1859 – 31 dicembre 1862     | Partito Repubblicano             | Edwin D. Morgan                |
|                                                     |          | David R. Floyd-Jones    | 1º gennaio 1863 – 31 dicembre 1864     | Partito Democratico              | Horatio Seymour                |
|                                                     |          | Thomas G. Alvord        | 1º gennaio 1865 – 31 dicembre 1866     | Partito Unionista                | Reuben Fenton                  |
|                                                     |          | Stewart L. Woodford     | 1º gennaio 1867 – 31 dicembre 1868     | Partito Unionista                | Reuben Fenton                  |
|                                                     |          | Allen C. Beach          | 1º gennaio 1869 – 31 dicembre 1872     | Partito Democratico              | John T. Hoffman                |
|                                                     |          | John C. Robinson        | 1º gennaio 1873 – December 31, 1874    | Partito Repubblicano             | John A. Dix                    |
|                                                     |          | William Dorsheimer      | 1º gennaio 1875 – 31 dicembre 1879     | Partito Democratico              | Samuel Tilden                  |
| Lucius Robinson                                     |          | William Dorsheimer      | 1º gennaio 1875 – 31 dicembre 1879     | Partito Democratico              |                                |
|                                                     |          | George G. Hoskins       | 1º gennaio 1880 – 31 dicembre 1882     | Partito Repubblicano             | Alonzo B. Cornell              |
|                                                     |          | David B. Hill           | 1º gennaio 1883 – 6 gennaio 1885       | Partito Democratico              | Grover Cleveland               |
| –                                                   |          | Dennis McCarthy         | 6 gennaio 1885 – 31 dicembre 1885      | Partito Repubblicano             | David B. Hill                  |
|                                                     |          | Edward F. Jones         | 1º gennaio 1886 – 31 dicembre 1891     | Partito Democratico              | David B. Hill                  |
|                                                     |          | William F. Sheehan      | 1º gennaio 1892 – 31 dicembre 1894     | Partito Democratico              | Roswell P. Flower              |
|                                                     |          | Charles T. Saxton       | 1º gennaio 1895 – 31 dicembre 1896     | Partito Repubblicano             | Levi P. Morton                 |
|                                                     |          | Timothy L. Woodruff     | 1º gennaio 1897 – 31 dicembre 1902     | Partito Repubblicano             | Frank S. Black                 |
| Theodore Roosevelt                                  |          | Timothy L. Woodruff     | 1º gennaio 1897 – 31 dicembre 1902     | Partito Repubblicano             |                                |
| Benjamin Odell                                      |          | Timothy L. Woodruff     | 1º gennaio 1897 – 31 dicembre 1902     | Partito Repubblicano             |                                |
|                                                     |          | Frank W. Higgins        | 1º gennaio 1903 – 31 dicembre 1904     | Partito Repubblicano             |                                |
|                                                     |          | Matthew L. Bruce        | 1º gennaio 1905 – 5 dicembre 1906      | Partito Repubblicano             | Frank W. Higgins               |
| –                                                   |          | John Raines             | 5 dicembre 1906 – 31 dicembre 1906     | Partito Repubblicano             | Frank W. Higgins               |
|                                                     |          | Lewis S. Chanler        | 1º gennaio 1907 – 31 Dicembre 1908     | Partito Democratico              | Charles Evans Hughes           |
|                                                     |          | Horace White            | 1º gennaio 1909 – 6 ottobre 1910       | Partito Repubblicano             | Charles Evans Hughes           |
| –                                                   |          | George H. Cobb          | 6 ottobre 1910 – 31 dicembre 1910      | Partito Repubblicano             | Horace White                   |
|                                                     |          | Thomas F. Conway        | 1º gennaio 1911 – 31 dicembre 1912     | Partito Democratico              | John A. Dix                    |
|                                                     |          | Martin H. Glynn         | 1º gennaio 1913 – 17 ottobre 1913      | Partito Democratico              | William Sulzer                 |
| –                                                   |          | Robert F. Wagner        | 17 ottobre 1913 – 31 dicembre 1914     | Partito Democratico              | Martin H. Glynn                |
|                                                     |          | Edward Schoeneck        | 1º gennaio 1915 – 31 dicembre 1918     | Partito Repubblicano             | Charles S. Whitman             |
|                                                     |          | Harry C. Walker         | 1º gennaio 1919 – 31 dicembre 1920     | Partito Democratico              | Al Smith                       |
|                                                     |          | Jeremiah Wood           | 1º gennaio 1921 – 26 settembre 1922    | Partito Repubblicano             | Nathan L. Miller               |
| –                                                   |          | Clayton R. Lusk         | September 26, 1922 – December 31, 1922 | Partito Repubblicano             | Nathan L. Miller               |
|                                                     |          | George R. Lunn          | 1º gennaio 1923 – 31 dicembre 1924     | Partito Democratico              | Al Smith                       |
|                                                     |          | Seymour Lowman          | 1º gennaio 1925 – 31 dicembre 1926     | Partito Repubblicano             | Al Smith                       |
|                                                     |          | Edwin Corning           | 1º gennaio 1927 – 31 dicembre 1928     | Partito Democratico              | Al Smith                       |
|                                                     |          | Herbert H. Lehman       | 1º gennaio 1929 – 31 dicembre 1932     | Partito Democratico              | Franklin D. Roosevelt          |
|                                                     |          | M. William Bray         | 1º gennaio 1933 – 31 dicembre 1938     | Partito Democratico              | Herbert H. Lehman              |
|                                                     |          | Charles Poletti         | 1º gennaio 1939 – 3 dicembre 1942      | Partito Democratico              | Herbert H. Lehman              |
| –                                                   |          | Joe R. Hanley           | 3 dicembre – 31 dicembre 1942          | Partito Repubblicano             | Charles Poletti                |
|                                                     |          | Thomas W. Wallace       | 1º gennaio 1943 – 2 novembre 1943      | Partito Repubblicano             | Thomas E. Dewey                |
|                                                     |          | Joe R. Hanley           | 2 novembre 1943 – 31 dicembre 1950     | Partito Repubblicano             | Thomas E. Dewey                |
|                                                     |          | Frank C. Moore          | 1ºgennaio 1950 – 30 settembre 1953     | Partito Repubblicano             | Thomas E. Dewey                |
| –                                                   |          | Arthur H. Wicks         | 30 settembre 1953 – 18 novembre 1953   | Partito Repubblicano             | Thomas E. Dewey                |
| –                                                   |          | Walter J. Mahoney       | 18 novembre 1953 – 31 dicembre 1954    | Partito Repubblicano             | Thomas E. Dewey                |
|                                                     |          | George DeLuca           | 1º gennaio 1955 – 31 dicembre 1958     | Partito Democratico              | W. Averell Harriman            |
|                                                     |          | Malcolm Wilson          | 1º gennaio 1959 – 18 dicembre 1973     | Partito Repubblicano             | Nelson Rockefeller             |
| –                                                   |          | Warren M. Anderson      | 18 dicembre 1973 – 31 dicembre 1974    | Partito Repubblicano             | Malcolm Wilson                 |
|                                                     |          | Mary Anne Krupsak       | 1º gennaio 1975 – 31 dicembre 1978     | Partito Democratico              | Hugh Carey                     |
|                                                     |          | Mario Cuomo             | 1º gennaio 1979 – 31 dicembre 1982     | Partito Democratico              | Hugh Carey                     |
|                                                     |          | Alfred DelBello         | 1º gennaio 1983 – 1º febbraio 1985     | Partito Democratico              | Mario Cuomo                    |
| –                                                   |          | Warren M. Anderson      | 1º febbraio 1985 – 31 dicembre 1986    | Partito Repubblicano             | Mario Cuomo                    |
|                                                     |          | Stan Lundine            | 1º gennaio 1987 – 31 dicembre 1994     | Partito Democratico              | Mario Cuomo                    |
|                                                     |          | Betsy McCaughey Ross    | 1º gennaio 1995 – 31 dicembre 1998     | Partito Repubblicano             | George Pataki                  |
|                                                     |          | Mary Donohue            | 1º gennaio 1999 – 31 dicembre 2006     | Partito Repubblicano             | George Pataki                  |
|                                                     |          | David Paterson          | 1º gennaio 2007 – 17 marzo 2008        | Partito Democratico              | Eliot Spitzer                  |
| –                                                   |          | Joseph Bruno            | 17 marzo - 24 giugno 2008              | Partito Repubblicano             | David Paterson                 |
| –                                                   |          | Dean Skelos             | 24 giugno - 31 dicembre 2008           | Partito Repubblicano             | David Paterson                 |
| –                                                   |          | Malcolm Smith           | 7 gennaio 2009 – 8 giugno 2009         | Partito Democratico              | David Paterson                 |
| –                                                   |          | Pedro Espada            | 8 giugno 2009 – 8 luglio 2009          | Partito Democratico              | David Paterson                 |
|                                                     |          | Richard Ravitch         | 8 luglio 2009 – 31 dicembre 2010       | Partito Democratico              | David Paterson                 |
|                                                     |          | Robert Duffy            | 1º gennaio 2011 – 31 dicembre 2014     | Partito Democratico              | Andrew Cuomo                   |
|                                                     |          | Kathy Hochul            | 1º gennaio 2015 – 23 agosto 2021       | Partito Democratico              | Andrew Cuomo                   |
| –                                                   |          | Andrea Stewart-Cousins  | 24 agosto 2021 – 9 settembre 2021      | Partito Democratico              | Kathy Hochul                   |
|                                                     |          | Brian Benjamin          | 9 settembre 2021 – 12 aprile 2022      | Partito Democratico              | Kathy Hochul                   |
| –                                                   |          | Andrea Stewart-Cousins  | 12 aprile 2022 – 25 maggio 2022        | Partito Democratico              | Kathy Hochul                   |
|                                                     |          | Antonio Delgado         | 25 maggio 2022 - in carica             | Partito Democratico              | Kathy Hochul                   |